# Amphientulus zelandicus
Amphientulus zelandicus är en urinsektsart som beskrevs av Sören Ludvig Paul Tuxen 1986. Amphientulus zelandicus ingår i släktet Amphientulus och familjen lönntrevfotingar. Inga underarter finns listade i Catalogue of Life.